# Mancomunitat de Catalunya
La Mancomunitat de Catalunya (in italiano Confederazione di Catalogna o, perifrasticamente, Associazione di province della Catalogna) fu un'istituzione, attiva dal 1914 al 1925, che riuniva i quattro consigli provinciali (diputacions) catalani: Barcellona, Girona, Tarragona e Lleida. Benché dovesse possedere funzioni puramente amministrative, e le sue competenze non si estendessero oltre quelle dei consigli provinciali ordinari, acquistò una grande importanza politica: rappresentò infatti, da parte dello Stato spagnolo, il primo riconoscimento, dal 1714, della personalità e dell'unità territoriale della Catalogna.

## Storia
Già concepito nel 1908 dalla coalizione Solidaritat Catalana come sistema di riforma della Legge del Regime Locale, il progetto della Confederazione fu presentato dalla Diputació di Barcellona alle altre province catalane soltanto del 1911. In quel momento, soltanto Barcellona e Girona erano governate dal partito della Lega Regionalista; a Lleida governava il Partito Liberale spagnolo, a Tarragona invece i repubblicani autonomisti.
L'accordo tra le province venne difeso alle Corti Generali dal deputato regionalista Francesc Cambó. Intanto le diputacions provinciali sondarono l'opinione dei comuni catalani: su 1087, soltanto 55 si astennero e 2 votarono contro il progetto della Mancomunitat. Il 24 ottobre 1913 fu convocata una manifestazione a Barcellona a favore dell'unione delle province.
Il 18 dicembre 1913 il Re Alfonso XIII firmò la legge, elaborata dal governo conservatore di Eduardo Dato Iradier, che garantiva a tutte le province di Spagna il diritto di unirsi tra loro in associazioni o confederazioni (mancomunidades). Soltanto le province catalane si servirono di questa norma: il 6 aprile 1914, in una solenne cerimonia al Palazzo della Generalitat, si costituì la Confederazione.
Il suo primo Presidente fu Enric Prat de la Riba e il secondo fu l'architetto Josep Puig i Cadafalch, entrambi della Lega: la loro opera di governo consistette nella creazione di un efficiente sistema infrastrutturale di strade, porti, lavori idraulici, ferrovie, telefoni e assistenza sanitaria.  La Confederazione si impegnò inoltre in iniziative di miglioramento dell'agricoltura, riforme nell'educazione e della preparazione tecnica necessaria all'industria catalana; istituì peraltro un sistema di credito agricolo.
Lo Stato spagnolo non delegò mai alcuna delle sue funzioni amministrative e politiche alla Mancomunitat: ciò portò Prat de la Riba a commentare dicendo che:
"La Mancomunitat, come simbolo è tutto, ma come potere non vale nulla; è una cassa vuota, un vaso che aspetta il suo contenuto." 
La Confederazione fu dissolta e messa fuori legge sotto la dittatura di Miguel Primo de Rivera, il 20 marzo 1925.

## Ordinamento istituzionale

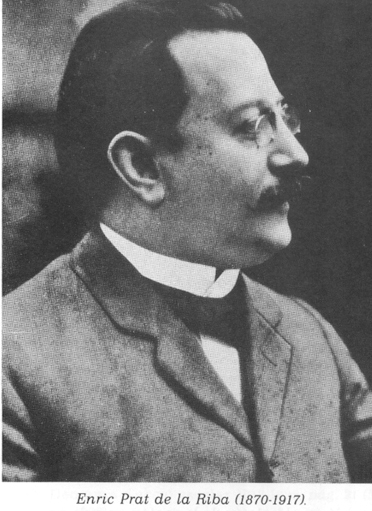
Enric Prat de la Riba

La struttura di questa istituzione si basava su un'Assemblea legislativa e sul Consiglio esecutivo.
- L’Assemblea: formata da 96 deputati dalle province confederate (di cui 36 da Barcellona e 20 da ciascuna delle altre), si riuniva ordinariamente due volte l'anno (a maggio e a novembre) e poteva essere convocata in forma straordinaria. L'Assemblea eleggeva gli otto Consiglieri ogni due anni, quando cioè metà dei deputati dell'Assemblea veniva rieletta. Era presieduta dal Presidente della Confederazione, il quale veniva eletto dall'Assemblea con votazione a maggioranza assoluta.[10]
- Il Consiglio: agiva come potere esecutivo della Confederazione ed era composto dal Presidente e da otto Consiglieri. Non ci sono mai stati governi monocolore; al contrario, sia sotto Prat de la Riba che sotto Cadafalch il Consiglio ha sempre raccolto esponenti di diversi partiti.[10]